# The Trial of Vivienne Ware
The Trial of Vivienne Ware è un film del 1932 diretto da William K. Howard.

## Produzione
Il film fu prodotto dalla Fox Film Corporation.

## Distribuzione
Distribuito dalla Fox Film Corporation, uscì nelle sale cinematografiche USA il 1º maggio 1932.